# 10210 Nathues
10210 Nathues eller 1997 QV3 är en asteroid i huvudbältet som upptäcktes den 30 augusti 1997 av OCA–DLR Asteroid Survey (ODAS). Den är uppkallad efter Andreas Nathues.
Asteroiden har en diameter på ungefär 5 kilometer